# Thindyla littoralis
Thindyla littoralis is een duizendpotensoort uit de familie van de Schendylidae. De wetenschappelijke naam van de soort is voor het eerst geldig gepubliceerd in 1954 door Kraus.